# DC++
DC++ är en klientprogramvara för fildelning via kommunikationsprotokollet Direct Connect.

### Officiella
- DC++ (Officiell webbplats)
- Hjälp för DC++

### Icke officiella
- DC++ FAQ